# Lucien Servanty

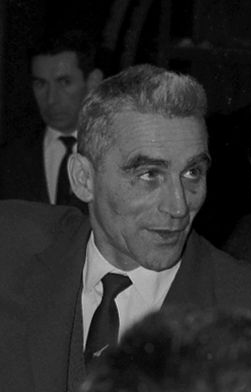
Lucien Servanty (1965)

Lucien Servanty (25. Mai 1909 in Paris – 7. Oktober 1973 in Blagnac) war ein französischer Luftfahrtingenieur. Er war Ingénieur diplômé par l'Etat (DPE aéronautique 1943) und absolvierte außerdem die Ecole des Arts et Métiers.
Er kam 1937 zu Breguet und arbeitete anschließend bei SNCASO, wo er an der Neugestaltung der neuesten Varianten der Bloch MB.150-Linie beteiligt war. Während des Zweiten Weltkriegs entwarf er die SO.6000 Triton, Frankreichs erstes Strahlflugzeug.
Lucien Servanty ist heute wahrscheinlich vor allem als einer der Hauptingenieure der Concorde (dem schnellsten jemals gebauten Nutz- und Verkehrsflugzeug) in Erinnerung geblieben.